# Économie du Groenland
L'économie du Groenland traite de la situation économique conjoncturelle et structurelle du Groenland de nos jours.
Le Groenland est très fortement dépendant des exportations de la pêche et des aides du royaume du Danemark auquel il appartient.

## Chasse
La chasse est restée une activité importante dans le nord et l'est du pays, alors qu'elle constitue plutôt une activité d'appoint pour les citadins. Parmi les animaux chassés se trouvent les phoques, des morses et quelques baleines, leur viande alimentant le marché local. Chaque année, le nombre de phoques abattus se situe entre 100 000 et 200 000. Les rennes et les bœufs musqués sont également chassés. En revanche, moins de cent ours blancs, dont la chasse est réservée aux professionnels, sont abattus par année.
Le gouvernement groenlandais doit subventionner les peaux de phoques pour permettre à cette activité autrefois très importante de survivre.

## Pêche
La pêche constitue l'un des secteurs vitaux de l'économie groenlandaise. Le Groenland dispose d'environ 5 000 petites embarcations, 300 navires de taille moyenne et 25 chalutiers. L'essentiel de la pêche industrielle est géré par une société d'État, Royal Greenland A/S, qui produit notamment le principal produit d'exportation: les crevettes.
Du côté des poissons, la morue a perdu de son importance passée et tend à être remplacée par le flétan du Groenland. D'autres produits de la pêches n'ont qu'une importance locale: sébaste, loup marin, flétan de l'Atlantique, saumon et omble chevalier.
En 2001, le Groenland a exporté 51 800 tonnes de crevettes, 12 800 tonnes de flétans du Groenland, 5 600 tonnes de crabes et 1 200 tonnes de morues.
L'importance de la pêche dans l'économie groenlandaise a été l'un des éléments déterminants dans la décision de quitter l'Union européenne en 1982. Être membre de l'Union donnait en effet un plein accès aux eaux groenlandaises pour les pêcheurs européens. Toute pêche n'est toutefois pas impossible, puisqu'une série d'accords sectoriels limités dans le temps se sont succédé et ce, dès 1985. En 2006, un nouvel accord sectoriel a été conclu: il prévoit le versement d'une somme de 15,8 millions d'euros pour la période 2007-2013, en échange d'un droit pour les navires allemands, danois, britanniques, espagnols et portugais à venir pêcher dans les eaux groenlandaises.

## Matières premières
De nombreux métaux étaient extraits au Groenland, mais les mines ont fermé les unes après les autres, la fermeture des dernières mines de plomb et de zinc en 1990 provoquant le passage dans le rouge de la balance commerciale groenlandaise. Les matières extraites étaient les suivantes : la cryolite à Ivittuut, du charbon à Qullissat, du marbre et plus tard, du zinc, du plomb et de l’argent à Maarmorilik et du zinc, du molybdène et du plomb dans la baie de Mesters Vig.
À la fin des années 2000, de nouveaux projets miniers, comme celui du site de Kvanefjeld ont été envisagés pour favoriser l'indépendance du pays. En 2018, la  société norvégienne LNS est la seule à avoir une activité commerciale liée à l'extraction de rubis dans le sud de l'île. Parmi les pistes de développement envisagées se trouve l'extraction de terres rares.
Le Groenland possède un sous-sol riche en hydrocarbures, principalement à l'ouest de l’île. Ces ressources sont pourtant à l'heure actuelle inexploitées en raison de la faiblesse des infrastructures locales et du coût élevé de l'implantation relativement aux ressources disponibles. Cairn Energy a par exemple renoncé après avoir dépensé un milliard de dollars dans une campagne d'exploration. La compagnie pétrolière du Groenland est la Nunaoil.

## Tourisme
Le tourisme est également un secteur prédominant du Groenland bien que celui-ci reste très limité en raison des coûts importants liés à son développement et de la courte saison estivale.

## Télécommunications
Les télécommunications du Groenland sont gérées par la société TELE Groenland. Aussi bien au niveau du téléphone que pour les liaisons internet.

## Commerce
Pisiffik A / S est la plus grande entreprise commerciale privée du Groenland et qui possède plus de 30 magasins dans le pays.